# Oberkochen
Oberkochen est une ville de Bade-Wurtemberg (Allemagne), située dans l'arrondissement d'Ostalb, dans la région de Wurtemberg-de-l'Est, dans le district de Stuttgart.

## Économie
Le siège social de l'entreprise Zeiss est situé dans la ville.

## Jumelages
- Dives-sur-Mer (France) depuis 1984
- Montebelluna (Italie) depuis 1992
- Mátészalka (Hongrie) depuis 2008

## Honneur
L'astéroïde (5489) Oberkochen porte son nom.